# Станіславчик (Черкаський район)
Станісла́вчик — село в Україні, в Черкаському районі Черкаської області, підпорядковане Мошнівській сільській громаді. У селі мешкає 96 людей.

## Історична довідка
Село Станіславчик засноване в 17-18 століттях. Розташоване в лісі, оточене багатьма болотами. Влітку надзвичайно багать комарів, через що, мабуть, перша назва села — Комарівка. Поруч, за 1,5 км на захід, містилося село Стара Гута (нині — Гута Станіславчицька). Приблизно за такої ж відстані на схід було розташоване село Мащенки (Селище), яке було спалене у 18 ст. під час татарського нападу. Відродилося село Мащенки північніше на 2 км від свого первісного розташування, нинішня назва — Хрещатик. Вперше село Комарівка згадується у «Сказаниях о населенных местностях Киевской губернии» Л.Похилєвича виданих у 1864 р. Можливо є згадки про село у польських літописах.
За спогадами старожилів цього села та довколишніх сіл, які передавалися з покоління в покоління, приховане розташування села серед лісу і боліт влаштовувало як населення так і польських, а потім російських поміщиків-землевласників, які не вносили село до реєстру і не сплачували податків. Землі вважалися вільними «слободними» тому село носило і другу назву Слобода, яка була досить популярною серед мешканців довколишніх сіл і у 20 ст. Лише на початку 19 ст., після  французько-російської війни 1812 р., село було внесене до реєстру і мешканці відбували панщину в «економії» Енгельгарда, Балашової, на полях розташованих біля с. Кумейки.
Щодо виникнення нинішньої назви села існує декілька версій. За однією з них село назване на честь польського графа Станіслава Потоцького. За іншою — назва села походить від імені поляка Станіслава, який був власником склозаводу у с. Стара Гута.
Саме село розширювалося і земля для обробітку збільшувалася за рахунок вирубування та розкорчовування лісу. Про це свідчать спогади старожилів та назви урочищ «Великий ліс», «Березина» тощо. Так у 20-30 роках минулого століття площа села збільшилася майже вдвічі саме за рахунок нещадного вирубування лісу.

## Галерея

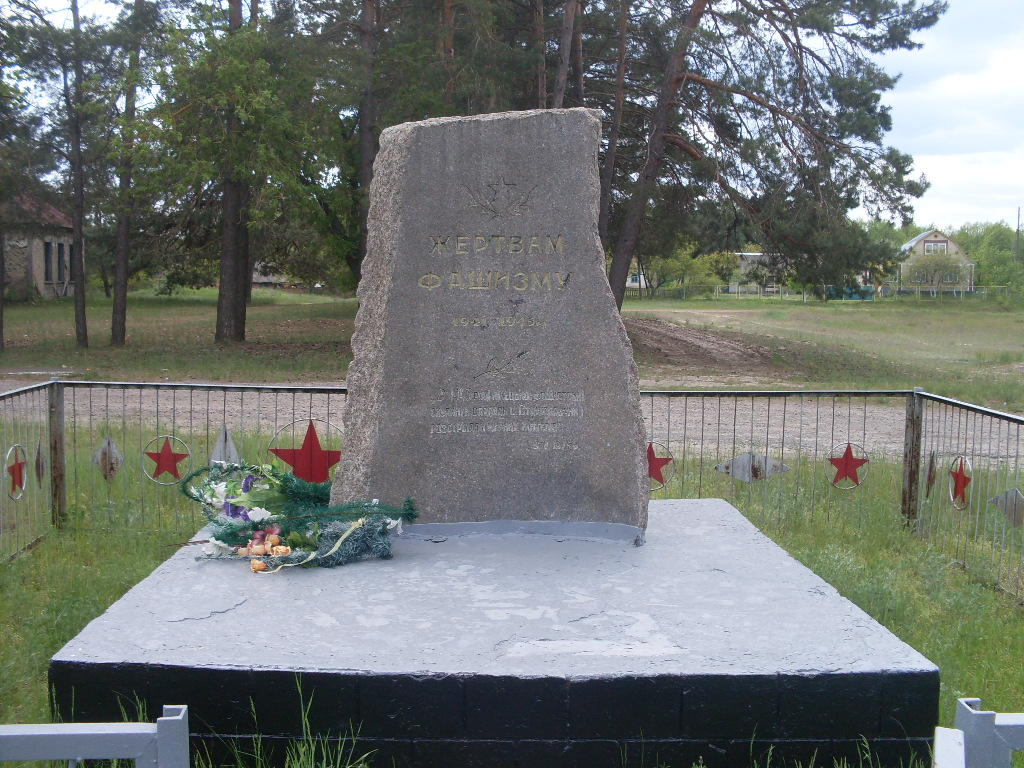
Пам'ятник жертвам нацизму
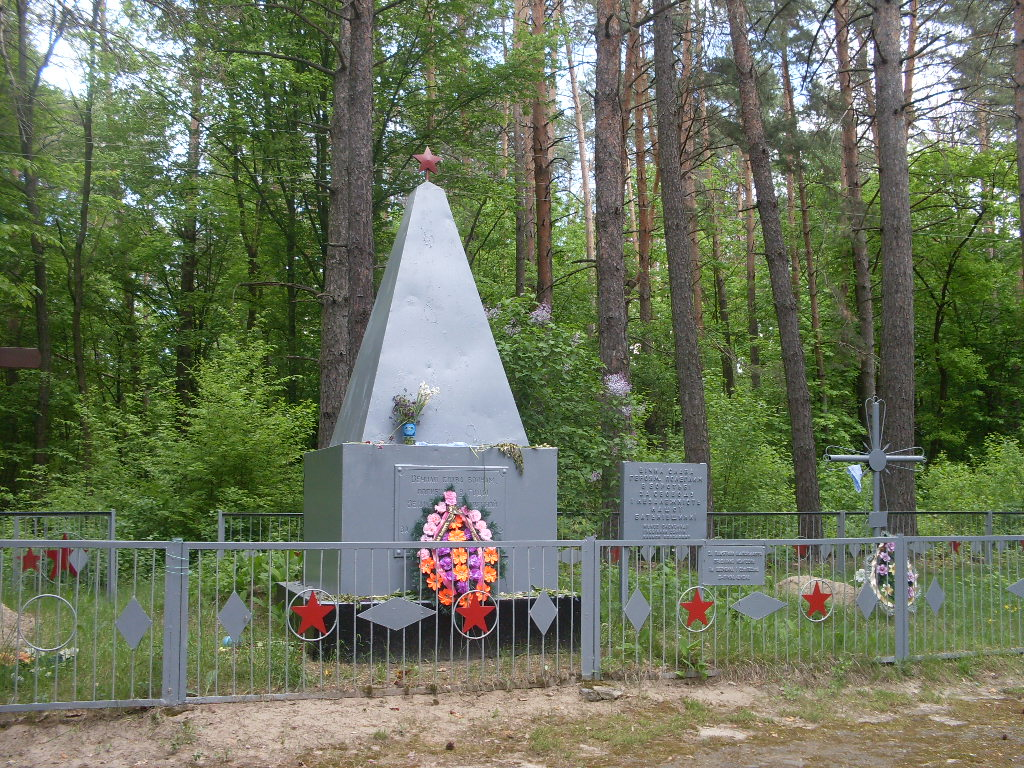
Могила загиблих радянських воїнів під час Другої світової війни на околиці села